# أندرو لورانس
أندرو لورانس (بالإنجليزية: Andrew Lawrence)‏ (و. 1988 – م) هو ممثل، وممثل دُبلاج، وممثل أفلام، وممثل تلفزيوني، من الولايات المتحدة الأمريكية.

## وصلات خارجية
- أندرو لورانس على موقع IMDb (الإنجليزية)
- أندرو لورانس على موقع ألو سيني (الفرنسية)
- أندرو لورانس على موقع أول موفي (الإنجليزية)
- أندرو لورانس على موقع قاعدة بيانات الأفلام السويدية (السويدية)
- أندرو لورانس على موقع قاعدة بيانات الأفلام السويدية (السويدية)
- أندرو لورانس على موقع إن إن دي بي (الإنجليزية)
- أندرو لورانس على موقع قاعدة بيانات الفيلم (الإنجليزية)
- أندرو لورانس على موقع كينوبويسك (الروسية)
- أندرو لورانس على موقع كينوبويسك (الروسية)